# Jamaica en los Juegos Olímpicos de Tokio 2020
Jamaica estuvo representada en los Juegos Olímpicos de Tokio 2020 por un total de 58 deportistas que compitieron en 5 deportes. Responsable del equipo olímpico fue la Asociación Olímpica de Jamaica, así como las federaciones deportivas nacionales de cada deporte con participación.
Los portadores de la bandera en la ceremonia de apertura fueron el boxeador Ricardo Brown y la atleta Shelly-Ann Fraser-Pryce.

## Medallistas
El equipo olímpico de Jamaica obtuvo las siguientes medallas:
| Nombre                                                                         | Deporte   | Competición    |
| ------------------------------------------------------------------------------ | --------- | -------------- |
| Oro                                                                            |           |                |
| Hansle Parchment                                                               | Atletismo | 110 m vallas M |
| Elaine Thompson-Herah                                                          | Atletismo | 100 m F        |
| Elaine Thompson-Herah                                                          | Atletismo | 200 m F        |
| Briana Williams Elaine Thompson-Herah Shelly-Ann Fraser-Pryce Shericka Jackson | Atletismo | 4×100 m F      |
| Plata                                                                          |           |                |
| Shelly-Ann Fraser-Pryce                                                        | Atletismo | 100 m F        |
| Bronce                                                                         |           |                |
| Shericka Jackson                                                               | Atletismo | 100 m F        |
| Ronald Levy                                                                    | Atletismo | 110 m vallas M |
| Megan Tapper                                                                   | Atletismo | 100 m vallas F |
| Roneisha McGregor Janieve Russell Shericka Jackson Candice McLeod              | Atletismo | 4×400 m F      |